# 徐特立故居
徐特立故居，始建于清朝晚期，坐落在湖南省长沙市长沙县江背镇特立村观音塘，总面积1700平方米，建筑面积581.7平方米。

## 沿革
清朝同治（1862–1874）年间，徐特立的祖父建了故居。
1988年，湖南省人民政府把其列入湖南省文物保护单位。
2005年8月，它由长沙县人民政府重新修葺并且对外开放参观。
2013年，中华人民共和国国务院将其列入全国重点文物保护单位。